# Los Córdobas
Los Córdobas è un comune della Colombia facente parte del dipartimento di Córdoba.
Il centro abitato venne fondato da un gruppo di coloni nel 1650, mentre l'istituzione del comune è del 6 giugno 1963.